# Héctor Invernizzi
Héctor Invernizzi (n ca. 1951) es un cantante de música folklórica de Argentina, con registro de bajo. Integró el grupo Los Trovadores entre 1978 y 1980, en reemplazo de Francisco Figueroa. Luego integró Melipal con Carlos Pino y Eduardo Gómez, ambos también ex trovadores.

## Trayectoria
Los Trovadores son uno de los grupos que se destacaron por influir profundamente en la renovación de la música folklórica de Argentina durante la década de 1960, consagrándose en el Festival de Cosquín en 1963. Héctor Imvernizzi se integró al grupo en 1978 en reemplazo del bajo Francisco Figueroa, pero se retiró poco después sin grabar ningún álbum con el grupo.
Luego integró Melipal con Carlos Pino y Eduardo Gómez, ambos también ex trovadores, y Oscar Leiva.

## Obra

### Álbumes

#### Con Melipal
1. Luna y lejanía, 1983
2. Unidos en el trébol, Polydor, 1984